# Long Prairie Township (Missouri)
Pour les articles homonymes, voir Long Prairie (homonymie).
Long Prairie Township est un township, situé dans le comté de Mississippi, dans le Missouri, aux États-Unis,.
Le township est fondé en 1858 et baptisé en référence à une prairie du même nom, située dans ses frontières.

### Source de la traduction
- (en) Cet article est partiellement ou en totalité issu de l’article de Wikipédia en anglais intitulé « Long Prairie Township, Mississippi County, Missouri » (voir la liste des auteurs).